# ГЕС Промісан
ГЕС Промісан ім. Маріу Лопіш Леан (порт. Usina de Promissão, або порт. Usina Hidrelétrica Mário Lopes Leão) – гідроелектростанція на сході Бразилії у штаті Сан-Паулу. Знаходячись між ГЕС Ібітінга (вище по течії) та ГЕС Нова-Аваньяндава, входить до складу каскаду на річці Тіете, лівій притоці Парани.
В межах проекту річку перекрили комбінованою бетонною та земляною греблею довжиною 3630 метрів, облаштувавши по центру машинний зал та одразу поруч з ним судноплавний шлюз. Ця споруда утримує витягнуте по долині річки на 125 км велике водосховище з площею поверхні 530 км2 та об’ємом 7,4 млрд м3 (корисний об’єм 2,1 млрд м3), в якому можливе коливання рівня поверхні між позначками 379,7 та 384 метри НРМ.
Машинний зал обладнали трьома турбінами типу Каплан потужністю по 88 МВт, що працюють при напорі 27,4 метра. 
Видача продукції відбувається по ЛЕП, розрахованій на роботу під напругою 138 кВ.